# Arachis duranensis
Arachis duranensis (tên đồng nghĩa Arachis argentinensis Speg., Arachis spegazzinii M.Gregory & W.Gregory) là một loài cây thân thảo sống ở Nam Mỹ, đặc biệt ở Argentina, Bolivia, và Paraguay. Loài thực vật này được sử dụng làm nguồn gene để nghiên cứu sinh thực vật của các loài cây chi lạc (Arachis hypogaea)..